# Aliishia Kinoshita
Aliishia Kinoshita (木下 アリーシア ({{{2}}}?); Copenaghen, 4 febbraio 1967) è un'ex velista giapponese.

## Palmarès

### Olimpiadi
- 1 medaglia:
  - 1 argento (Atlanta 1996 nella classe 470)